# Plectreuridae
Plectreuridae zijn een familie van spinnen. De familie telt 2 beschreven geslachten en 30 soorten.

## Geslachten
- Kibramoa Chamberlin, 1924
- Plectreurys Simon, 1893

## Taxonomie
Voor een overzicht van de geslachten en soorten behorende tot de familie zie de lijst van Plectreuridae.